# Napad na letalsko bazo Milerovo
Napad na letalsko bazo Milerovo se je zgodil 25. februarja 2022 v mestu Milerovo v Rusiji med rusko invazijo na Ukrajino leta 2022. Po navedbah ukrajinskih uradnikov so ukrajinske vojaške sile napadle letalsko oporišče Milerovo z raketami OTR-21 Točka, uničile eno letalo SU-30 ruskih letalskih sil ter poškodovale dele letalske baze.
Napad, ki ga ukrajinske oborožene sile uradno niso komentirale, naj bi bil izveden kot odgovor na obstreljevanje ukrajinskih mest s strani ruskih sil. Poročali so tudi o več ranjenih, in en Suhoj Su-30 je bil po grafičnih dokazih uničen na tleh. Ukrajinske oblasti so trdile, da sta bila na tleh uničena najmanj dva ruska lovca Suhoj Su-30. Slike in videoposnetki gorečih objektov s kraja dogodka so bili razširjeni po ruskih družbenih medijih.